# Región de Pelagonia
La Región de Pelagonia es una de las ocho regiones estadísticas de Macedonia del Norte. Dicha región estadística se encuentra localizada al sudoeste del país. Posee fronteras internacionales, tanto con Albania como con Grecia. A su vez, internamente, limita con la Región de Vardar y con la Región del Sudoeste.

## Municipios
La Región estadística de Pelagonia posee en su extensión de territorio un total de nueve municipios, que son los que conforman la principal división territorial de Macedonia del Norte:
1. Municipio de Bitola
2. Municipio de Demir Hisar
3. Municipio de Dolneni
4. Municipio de Krivogaštani
5. Municipio de Kruševo
6. Municipio de Mogila
7. Municipio de Novaci
8. Municipio de Prilep
9. Municipio de Resen